# Тайваньские горы
Тайва́ньские го́ры (кит. трад. 台灣山脈, пиньинь Táiwān Shānmài) — горная цепь, протягивающаяся вдоль оси острова Тайвань.
Протяжённость гор составляет 270 км, ширина достигает 80 км. Горы состоят из четырёх параллельных горных хребтов, разделённых продольными долинами. Высшая точка — гора Юйшань (3952 м). Горы сложены вулканическими и кристаллическими породами, известняками. Гребневая зона имеет альпийский рельеф; имеются следы древнего оледенения.
Горы круто обрываются к морю на востоке; в северной части расположены потухшие вулканы. Имеются термальные источники. В нижних частях склонов произрастают влажные субэкваториальные леса, выше — широколиственные и хвойные леса, сменяющиеся кверху лугами и кустарниками.